# Kisaura minchiensis
Kisaura minchiensis är en nattsländeart som först beskrevs av Li-Peng Hsu och Chin-Seng Chen 1996. Kisaura minchiensis ingår i släktet Kisaura och familjen stengömmenattsländor. Inga underarter finns listade i Catalogue of Life.